# São José do Seridó
São José do Seridó is een gemeente in de Braziliaanse deelstaat Rio Grande do Norte. De gemeente telt 4.066 inwoners (schatting 2009).